# المراقبة (إب)

تعديل مصدري - تعديل

المراقبة محلة تابعة لقرية منزل الركة، التابعة لعزلة بني مدسم بمديرية إب إحدى مديريات محافظة إب في الجمهورية اليمنية.، بلغ تعداد سكانها 23 حسب تعداد اليمن لعام 2004.